# Одна тысяча рублей
Ты́сяча рубле́й (1000 рубле́й) — номинал денежных знаков, выпускавшихся различными эмитентами. В 1917—1919, 1991—1992 и 2001—2006 годах — самая крупная купюра в России.
С 2001 года выпускается банкнота в 1000 российских рублей.

## История выпуска

### Россия
Впервые за всю историю России банкнота такого большого номинала была разработана при Временном правительстве в 1917 году; тогда же выпущена в обращение. Она получила название «думка» за изображение Таврического дворца в Петрограде, где заседала Государственная Дума. Упрощённый, меньше по размерам, более дешёвый в изготовлении вариант данной «керенки» был выпущен уже ленинским правительством РСФСР в 1918 году, с теми же свастиками и двуглавыми орлами на оборотной стороне.
Банкноты достоинством в тысячу рублей выпускались в 1917—1923, 1991—1993, 1995, 2003 годах как центральным правительством страны (Народным комиссариатом финансов РСФСР и Народным комиссариатом финансов СССР, Госбанком Временного правительства и СССР, Центробанком РФ), так и различными сепаратистскими образованиями на территории России (Донским Кругом, Кубанской Радой, Вооружёнными Силами Юга России, Северо-Западной армией Юденича, Дальневосточной республикой и др.)
Банкнота номиналом в 1000 рублей была выпущена в ЗСФСР в 1923 году.
Также выпускалась Германией для оккупированных территорий России в 1917, Белоруссией в 1992—1999, Латвией в конце 1992, Приднестровьем в 1994—1999 и Таджикистаном в 1995—? годах.
Данная банкнота в России обычно начинала хождение в начале гиперинфляции (вторая половина 1917, конец 1991).
В момент первого выхода в обращение банкнота 1000 рублей, независимо от общественного строя, всегда являлась самым крупным денежным знаком в стране.
Но проходило всего несколько лет инфляции, — и в 1920, как и в 1995 годах, эта банкнота была уже одной из самых мелких, ничего не стоящих (в 1995 — 20 центов США по курсу Центробанка).
Вслед за банкнотой достоинством тысяча рублей через некоторое время, по мере развития инфляции, выпускались банкноты 5000, 10 000, 50 000, 100 000, 500 000 рублей (в начале 1920-х годов ещё 25 000, 250 000, 1 000 000 рублей).
В начале 1992 года в условиях стремительного инфляционного скачка возникла необходимость введения банкноты номиналом в тысячу рублей с целью предотвратить дефицит наличных денег в России. Об этом заявил председатель Комиссии по бюджету, планам, налогам и ценам Совета Республики Верховного Совета России Александр Починок на заседании Президиума Верховного Совета РФ 12 января 1992 года.
На следующий день Президиум Верховного Совета принял постановление, предписывавшее Центральному Банку «подготовить выпуск банковских билетов достоинством в 1000 рублей».
В 1995 году на Санкт-Петербургском монетном дворе были отчеканены пробные монеты номиналом 1000 рублей.
Российская банкнота 1000 рублей образца 1997 года поступила в обращение 1 января 2001 года и по 30 июля 2006 года являлась самой крупной по номиналу банкнотой Банка РФ. На банкноте изображён русский город Ярославль. Преобладающий цвет банкноты — сине-зелёный. В 2004 году была выпущена новая модификация банкноты с усилением защитных функций. Однако банкнота осталась самой подделываемой в России и в 2010 году была выпущена третья, ещё более защищённая модификация; расцветка сменилась на серо-зелёную.
Модифицированная 10 августа 2010 года российская тысячерублёвая банкнота вызвала проблемы в платёжных терминалах. Восточно-Сибирский банк Сбербанка России, обслуживающий территории Красноярского края, Хакасии и Тывы, в январе 2011 года заменил программное обеспечение из-за проблемы с принятием терминалами новых тысячерублевых банкнот. Об этом заявила ведущий специалист пресс-центра Восточно-Сибирского Сбербанка Е. Леонтьева.

### Белоруссия
Банкнота 1000 рублей (бел. 1000 рублёў) поступила в обращение в 2000 году. Преобладающий цвет банкноты — светло-голубой.
На лицевой стороне изображено здание Национального художественного музея Республики Беларусь, на оборотной стороне — фрагмент картины «Цветы и фрукты» Ивана Хруцкого.
С целью усиления защитных признаков и совершенствования визуальных элементов защиты на банкнотах 15 марта 2011 года была введена в обращение банкнота 1000 рублей образца 2000 года модификации 2011 года.
Новая банкнота имела следующие отличия: вместо полимерной прозрачной нити с текстом «НБРБ» в бумагу введена ныряющая металлизированная защитная нить. При рассмотрении банкноты на просвет защитная нить имеет вид сквозной тёмной полосы.

## Характеристики банкнот
| Изображение     | Изображение       | Размеры (мм) | Основные цвета             | Описание | Описание | Описание                                          | Дата выхода      |
| Лицевая сторона | Оборотная сторона | Размеры (мм) | Основные цвета             | Лицевая сторона | Оборотная сторона | Водяной знак                                      | Дата выхода      |
| --------------- | ----------------- | ------------ | -------------------------- | --- | --- | ------------------------------------------------- | ---------------- |
|                 |                   | 214×132      | зелёный                    | Номинал цифрами и прописью, пояснительные надписи | Герб России, номинал цифрами и прописью | Есть                                              | 1917             |
|                 |                   | 160×110      | оранжевый                  | Номинал цифрами и прописью, пояснительные надписи | Герб России, номинал цифрами и прописью | Есть                                              | 1918             |
|                 |                   | 115×80       | зелёный                    | Номинал цифрами и прописью, пояснительные надписи | Герб РСФСР, номинал цифрами и прописью | Есть                                              | 1919             |
|                 |                   | 86×48        | красный                    | Герб РСФСР, номинал цифрами и прописью | — | Есть                                              | 1921             |
|                 |                   | 200×114      | коричневый, синий, розовый | Герб РСФСР, номинал цифрами и прописью | Номинал, текст условий деноминации | Есть                                              | 1922             |
|                 |                   | 155×105      | красный, жёлтый            | Герб РСФСР, номинал цифрами и прописью | Номинал, текст условий деноминации | Есть                                              | 1923             |
|                 |                   | 144×71       | синий, серый               | Надпись «Билет Государственного банка СССР», портрет В. И. Ленина в профиль, герб СССР, номинал цифрами и прописью                                                                                                  | Спасская башня Московского Кремля и храм Василия Блаженного (вид со стороны Васильевского спуска)                                              | В. И. Ленин                                       | 19 марта 1992    |
|                 |                   | 144×71       | синий, серый               | Надпись «Билет Государственного банка СССР», портрет В. И. Ленина в профиль, герб СССР, номинал цифрами и прописью                                                                                                  | Спасская башня Московского Кремля и храм Василия Блаженного (вид со стороны Васильевского спуска)                                              | Тёмные и светлые пятиконечные звёзды              | 1 июля 1992      |
|                 |                   | 152×67       | зелёный                    | Сенатская башня Московского Кремля и российский флаг на куполе здания Сената | Спасская башня Московского Кремля и храм Василия Блаженного (вид со стороны Васильевского спуска)                                              | Тёмные и светлые пятиконечные звёзды              | 25 января 1993   |
|                 |                   | 137×61       | коричневый, фиолетовый     | Морской порт Владивостока в бухте Золотой Рог. Навершие ростральной колонны с парусником — памятник русскому паруснику «Манджур»                                                                                    | Бухта Рудная и скала Два Пальца | «1000», навершие ростральной колонны с парусником | 29 сентября 1995 |
|                 |                   | 157×69       | сине-зелёный               | Ярославль — памятник Ярославу Мудрому, часовня Казанской иконы Божией Матери, звонница с церковью Печерской иконы Божией Матери и Святые ворота с церковью Введения Спасо-Преображенского монастыря, герб Ярославля | Церковь Иоанна Предтечи в Толчкове | «1000», памятник Ярославу Мудрому                 | 1 января 2001    |
|                 |                   | 157×69       | сине-зелёный               | Ярославль — памятник Ярославу Мудрому, часовня Казанской иконы Божией Матери, звонница с церковью Печерской иконы Божией Матери и Святые ворота с церковью Введения Спасо-Преображенского монастыря, герб Ярославля | Церковь Иоанна Предтечи в Толчкове | «1000», памятник Ярославу Мудрому                 | 16 августа 2004  |
|                 |                   | 157×69       | сине-зелёный               | Ярославль — памятник Ярославу Мудрому, часовня Казанской иконы Божией Матери, звонница с церковью Печерской иконы Божией Матери и Святые ворота с церковью Введения Спасо-Преображенского монастыря, герб Ярославля | Церковь Иоанна Предтечи в Толчкове | «1000», памятник Ярославу Мудрому                 | 10 августа 2010  |
|                 |                   | 157×69       | бирюзовый                  | Нижний Новгород — Никольская башня Нижегородского кремля, Нижегородская ярмарка, стадион «Нижний Новгород» | Башня Сююмбике и Музей истории государственности татарского народа и Республики Татарстан в Казани, Волга, Музей археологии и этнографии в Уфе | «1000», Никольская башня Нижегородского кремля    | Выпуск отменён   |
|                 |                   | 157×69       | сине-жёлтый                | Нижний Новгород — Нижегородская ярмарка, здание Государственного банка | Теплоход «Метеор», Нижегородский кремль (вид с Волги)                                                                                          | «1000»                                            | 2025             |

## Памятные монеты
Банк России начал выпуск памятных монет достоинством в 1000 рублей 23 октября 1997 года. Первой монетой данного номинала стала монета из серии «Барк „Крузенштерн“». По состоянию на 25 мая 2015 года выпущено 19 видов монет, все из золота 999-й пробы, отчеканены качеством «пруф» и содержат не менее 155,5 граммов (приблизительно 5 тройских унций) чистого золота.
| Изображения | Изображения | Диаметр (мм) | Описания | Описания                                                                                                 | День выхода |
| Аверс       | Реверс      | Диаметр (мм) | Аверс | Реверс                                                                                                   | День выхода |
| ----------- | ----------- | ------------ | --- | --- | --- |
|             |             | 50           | Изображение двуглавого орла (художник И. Билибин), по кругу надписи: вверху — «1000 РУБЛЕЙ 1997 г.», внизу — «БАНК РОССИИ». В нижней части — обозначение металла, проба сплава, содержание драгоценного металла в чистоте и товарный знак монетного двора. | Монеты данного вида выпускаются в рамках памятных программ Банка России с различными рисунками реверсов. | 23 октября 1997 года |
|             |             | 50           | В центре — эмблема Банка России (двуглавый орёл с опущенными крыльями, под ним — надпись полукругом «БАНК РОССИИ»), обрамленная кругом из точек и надписями по кругу — вверху: «ОДНА ТЫСЯЧА РУБЛЕЙ», внизу: слева — обозначения драгоценного металла и пробы сплава, в центре — дата выпуска «2008 г.», справа — содержание химически чистого металла и товарный знак монетного двора.      | Монеты данного вида выпускаются в рамках памятных программ Банка России с различными рисунками реверсов. | с 22 февраля 2001 года по 2015 год                                                                                        |
|             |             | 50           | На лицевой стороне монет расположено рельефное изображение Государственного герба Российской Федерации, над ним надпись полукругом «РОССИЙСКАЯ ФЕДЕРАЦИЯ», имеются надписи: номинал монеты — «1000 РУБЛЕЙ» и год чеканки — «2014 г.», обозначение металла по Периодической системе элементов Д. И. Менделеева, проба, товарный знак монетного двора и масса драгоценного металла в чистоте. | Монеты данного вида выпускаются в рамках памятных программ Банка России с различными рисунками реверсов. | с 15 апреля 2011 года по 3 июня 2013 года (в рамках серии монет посвящённых XXII Зимним Олимпийским играм 2014 г. в Сочи) |

## Галерея исторических банкнот

### Российская империя, Революция и Гражданская война

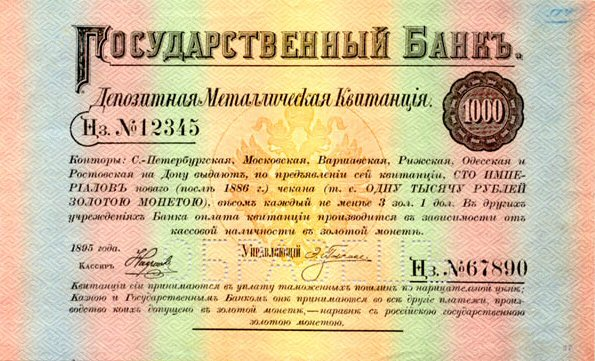
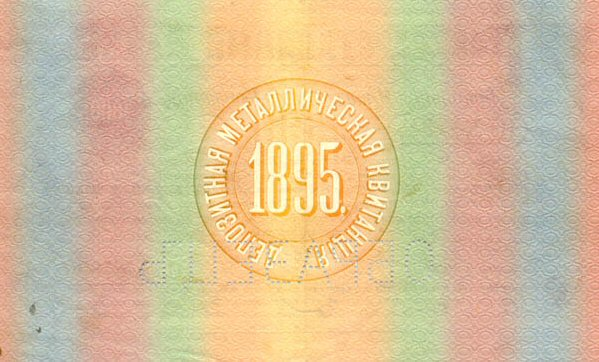
Депозитная металлическая квитанция Госбанка 1000 рублей 1895
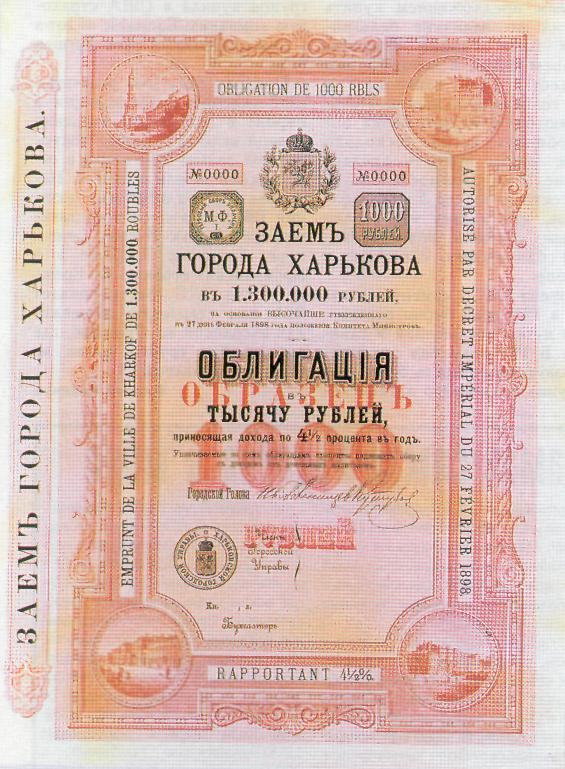
Дореволюционный харьковский французский заём. Билет 1000 рублей
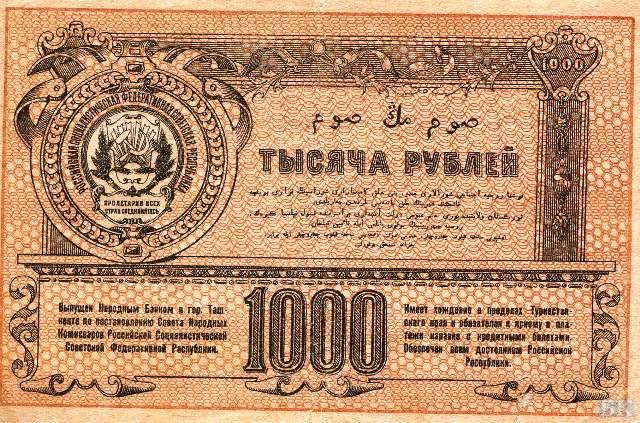
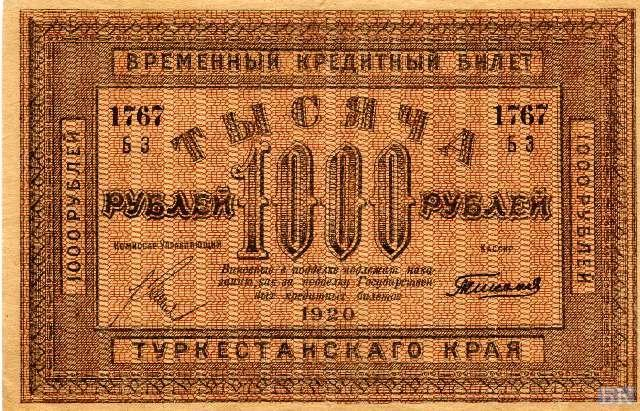
Временный кредитный билет 1000 рублей Туркестанского края РСФСР 1918. Ташкент
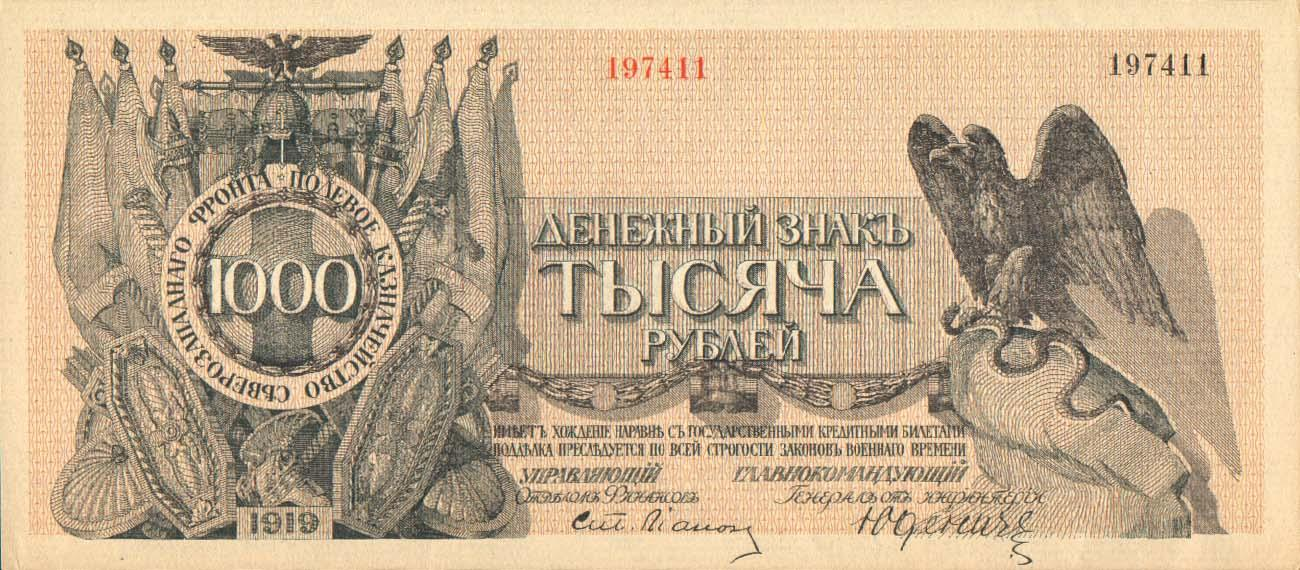
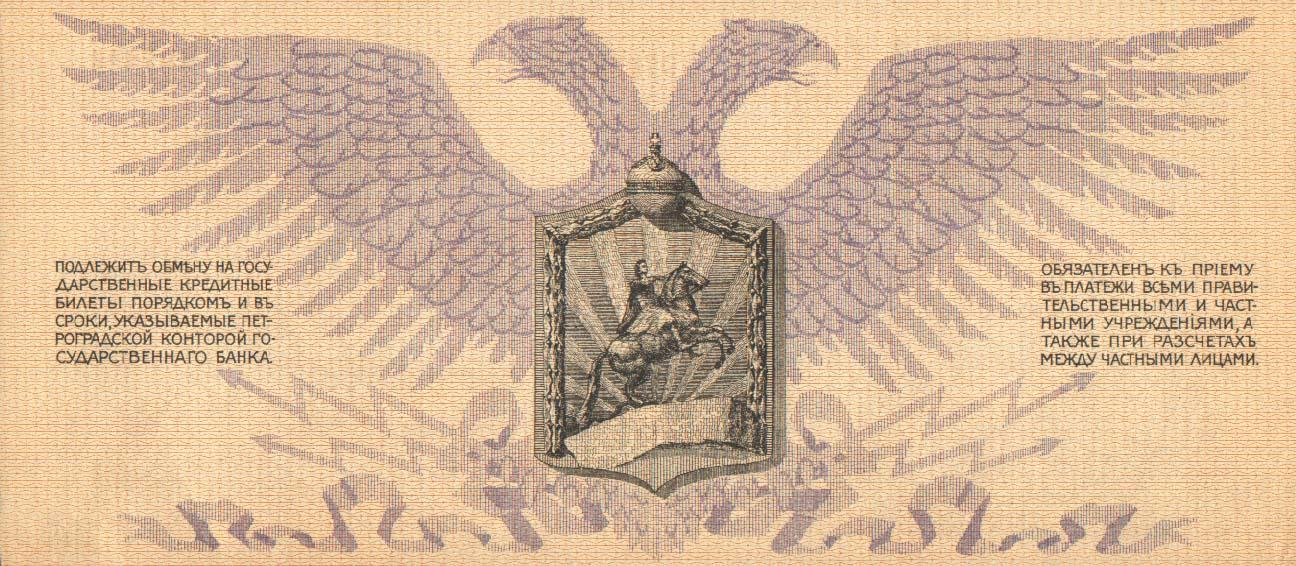
1000 рублей полевого казначейства Северо-западного фронта 1919. Подпись Юденича
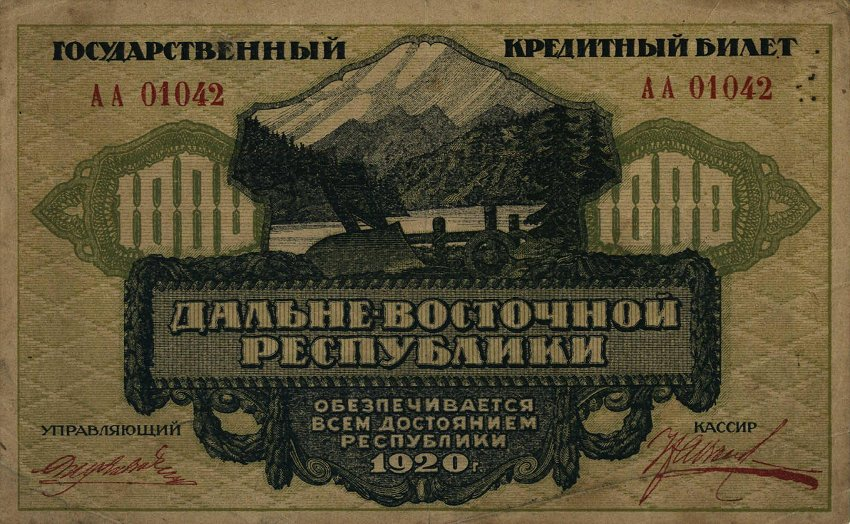
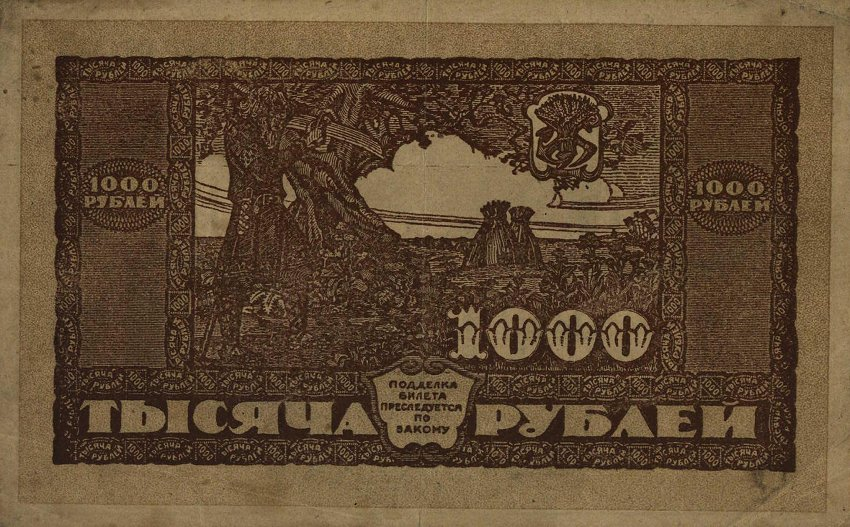
1000 рублей ДВР 1920
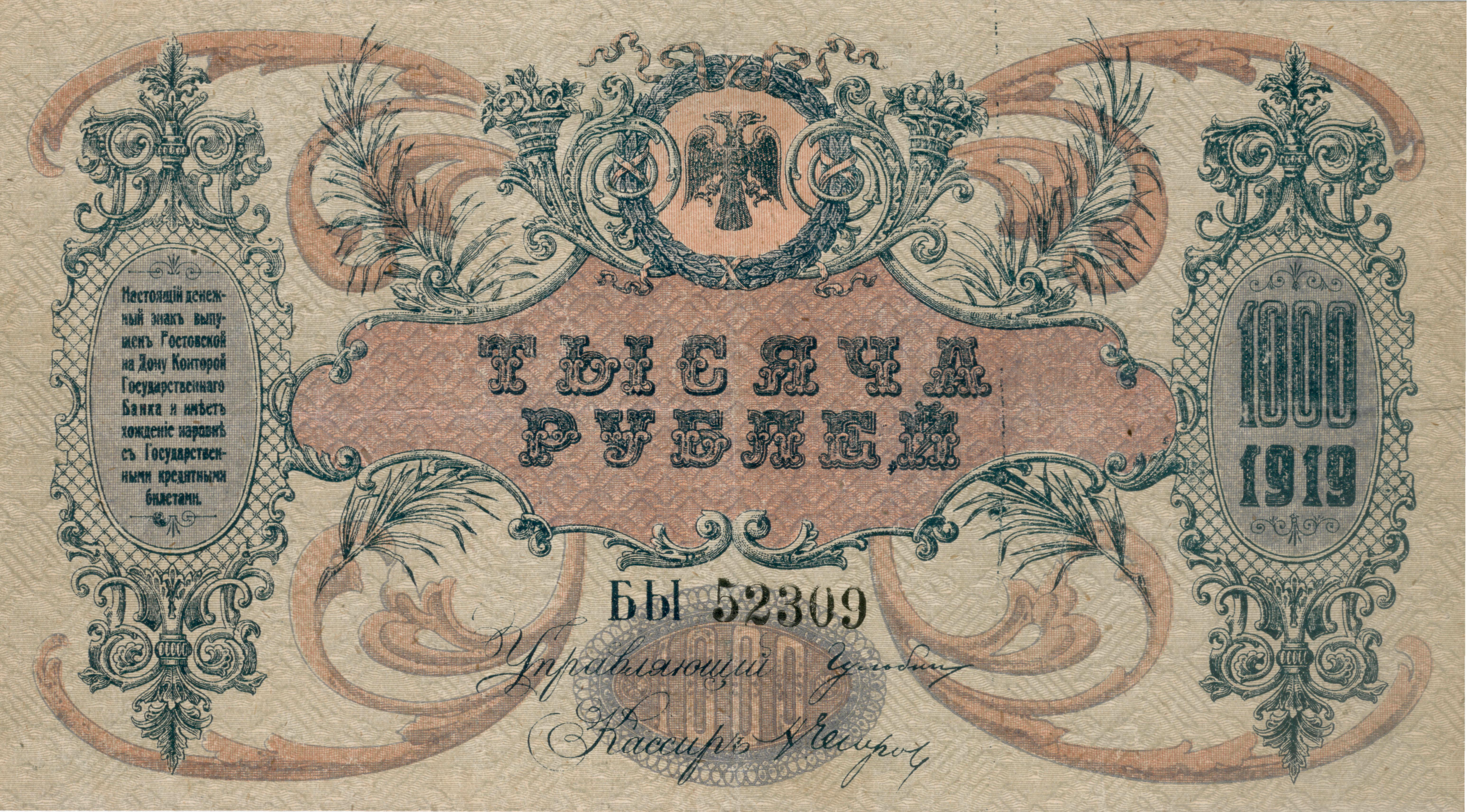
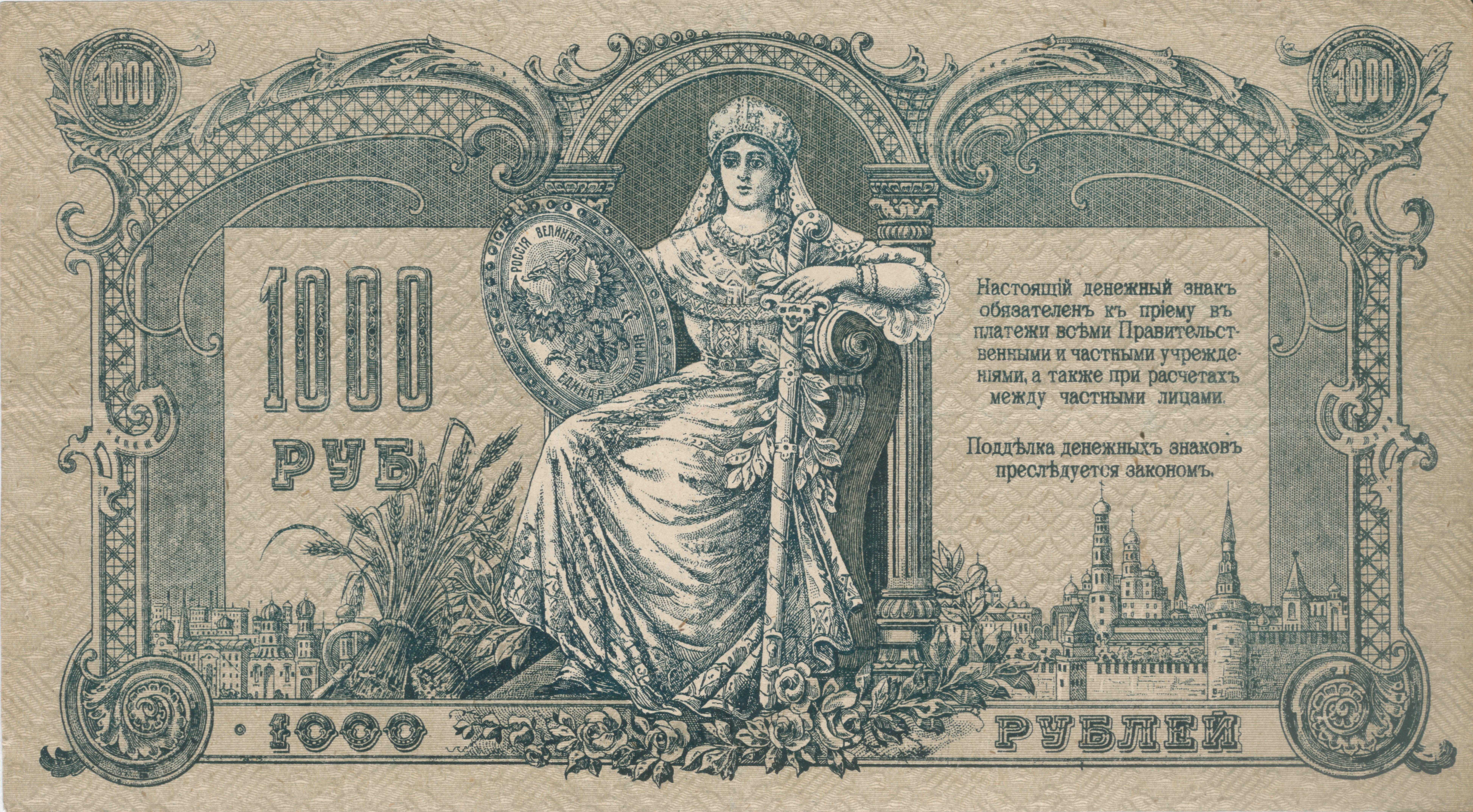
1000 донских рублей 1919. Надпись: Россия единая великая неделимая
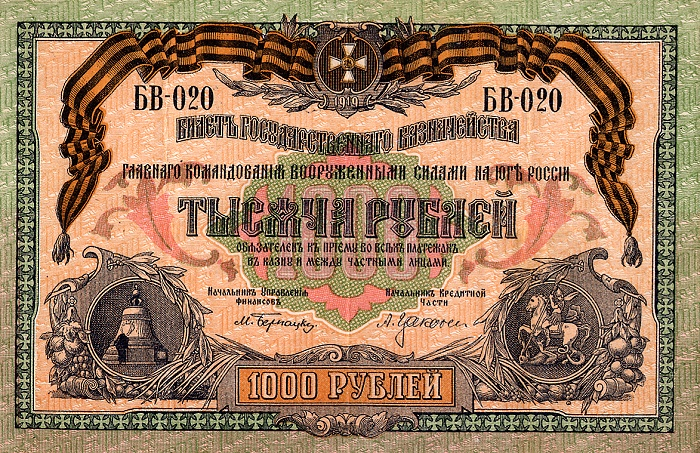
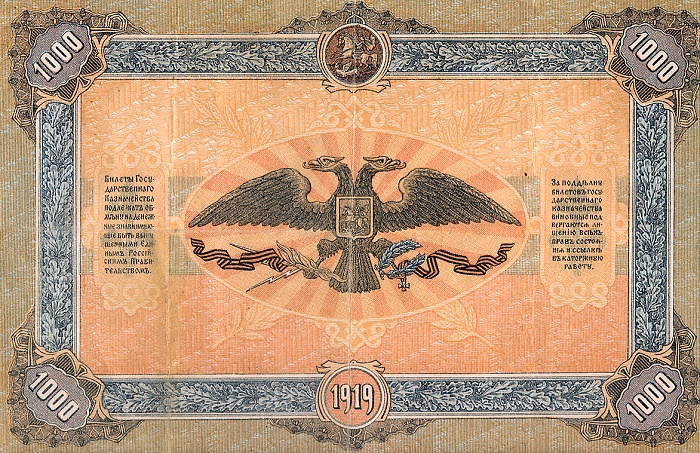
1000 рублей ВСЮР 1919
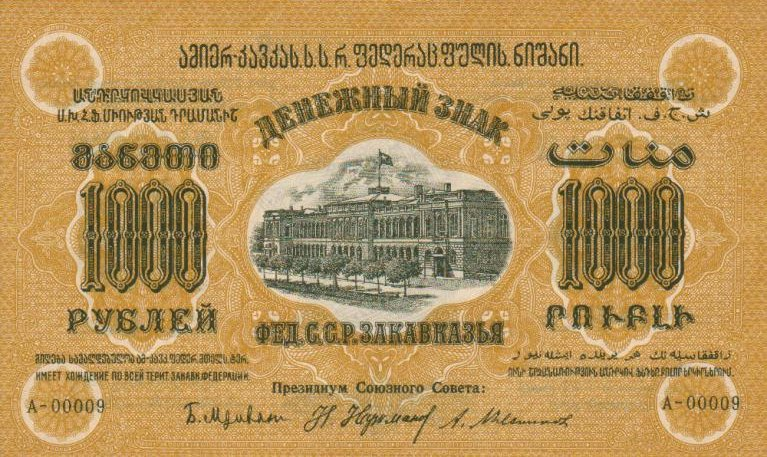
ЗСФСР 1000 рублей, лицевая сторона (1923)
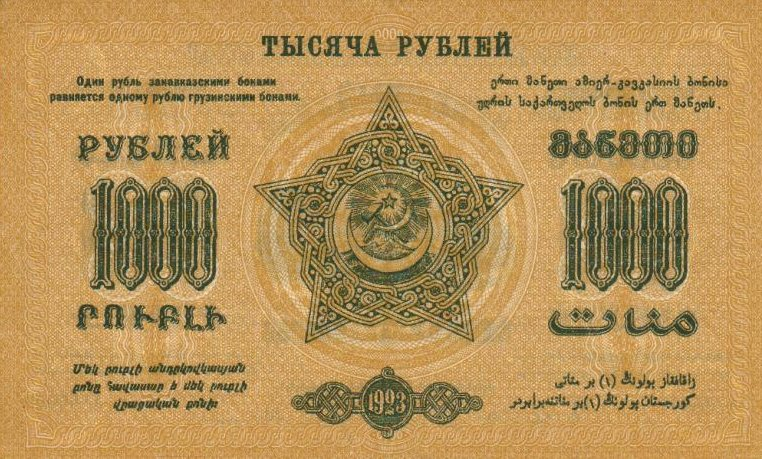
ЗСФСР 1000 рублей, оборотная сторона (1923)

### Постсоветское пространство

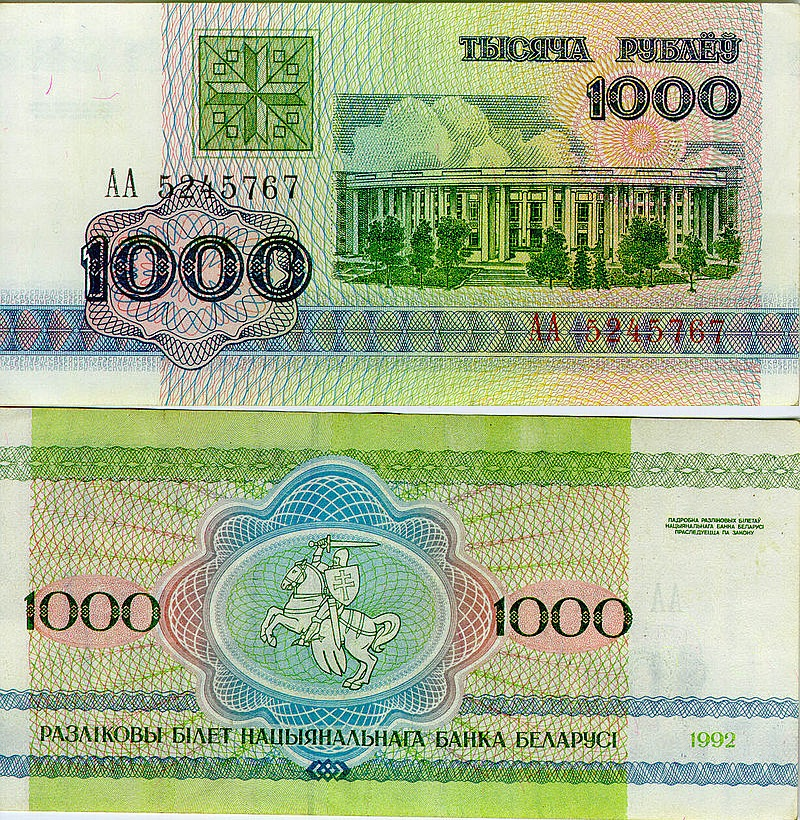
Белорусские 1000 рублей (1992)
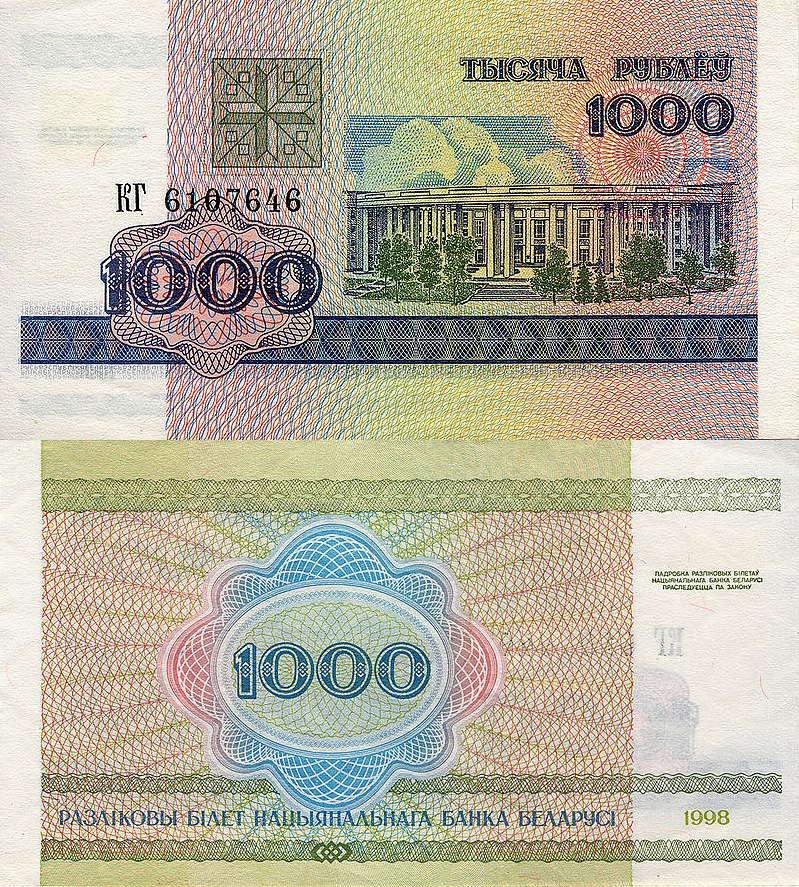
Белорусские 1000 рублей (1998)
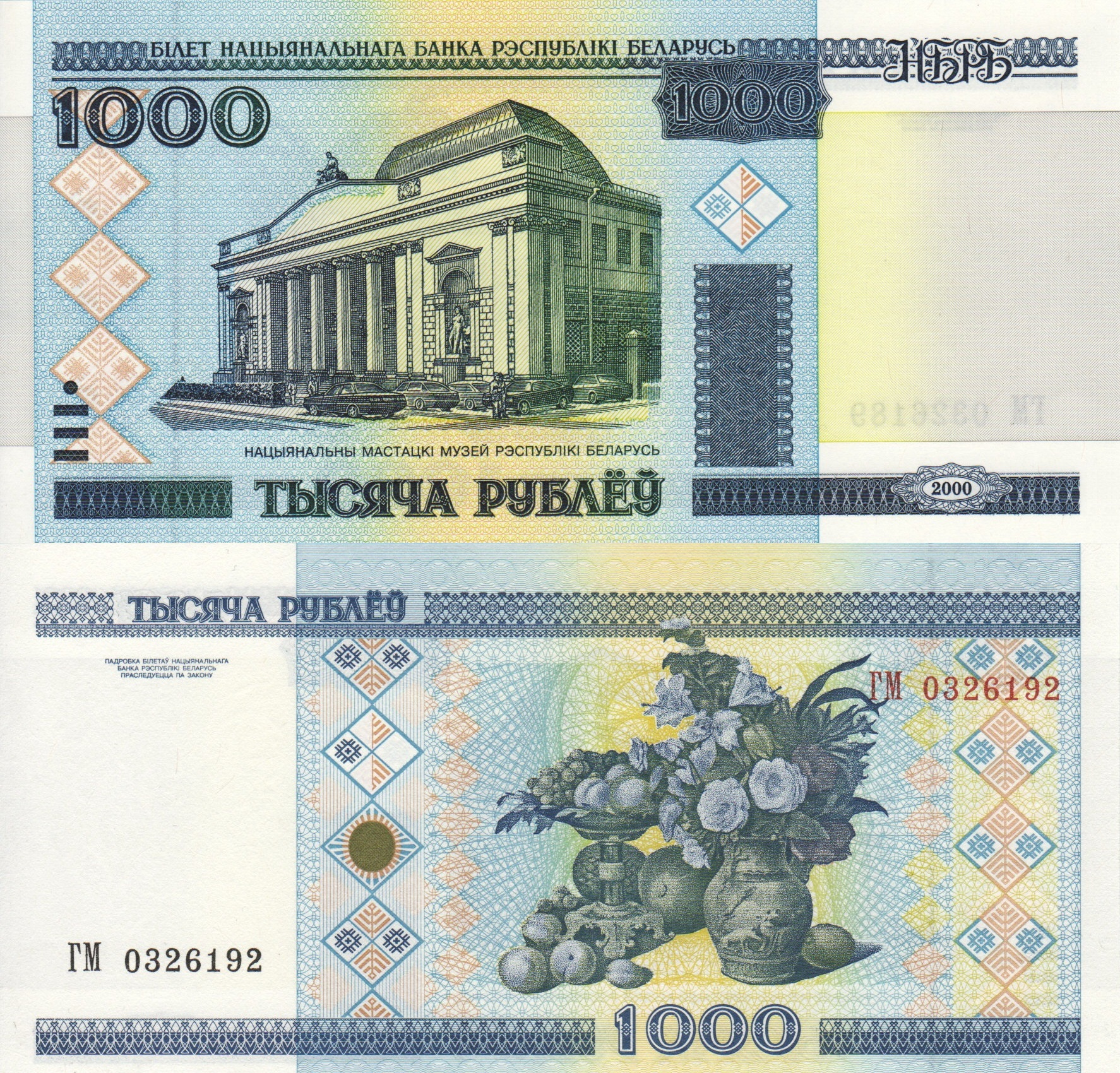
Белорусские 1000 рублей 2000 г.
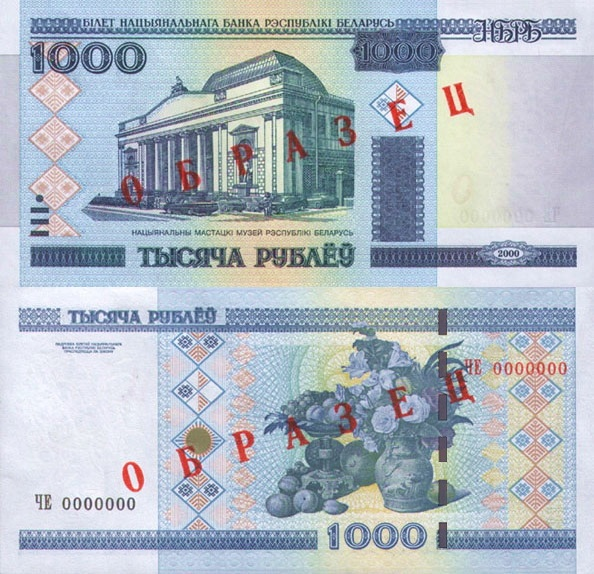
Белорусские 1000 рублей 2000 г. (модификации 2011 г.)
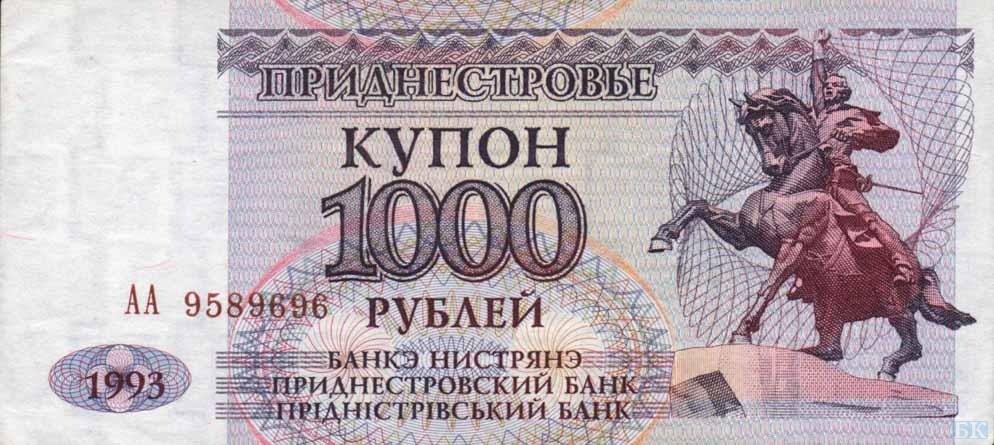
Приднестровские 1000 рублей, лицевая сторона (1993)
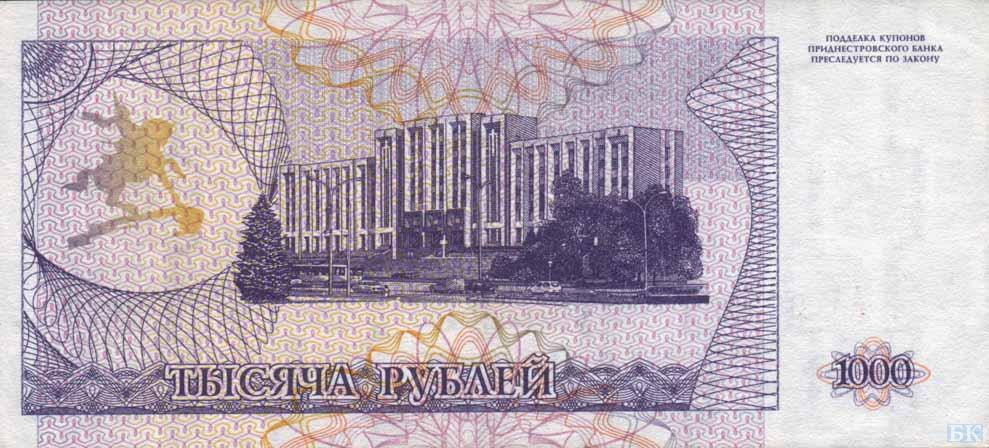
Приднестровские 1000 рублей, оборотная сторона (1993)
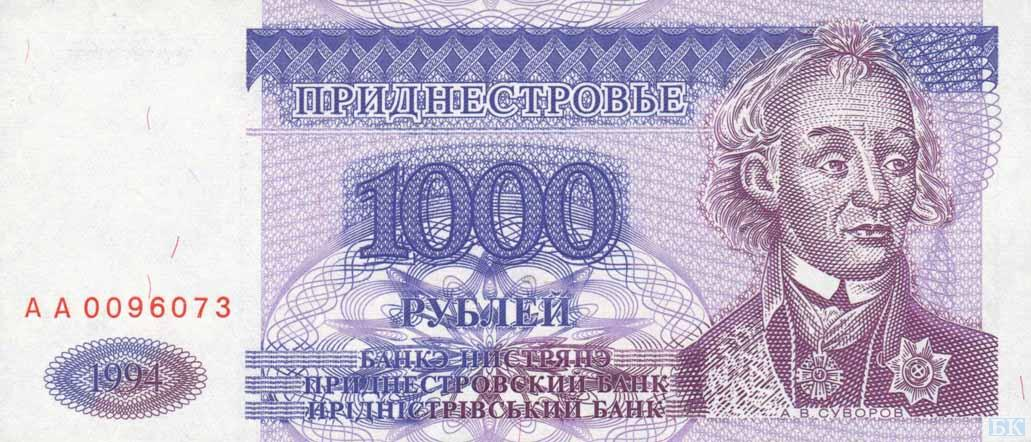
Приднестровские 1000 рублей, лицевая сторона (1994)
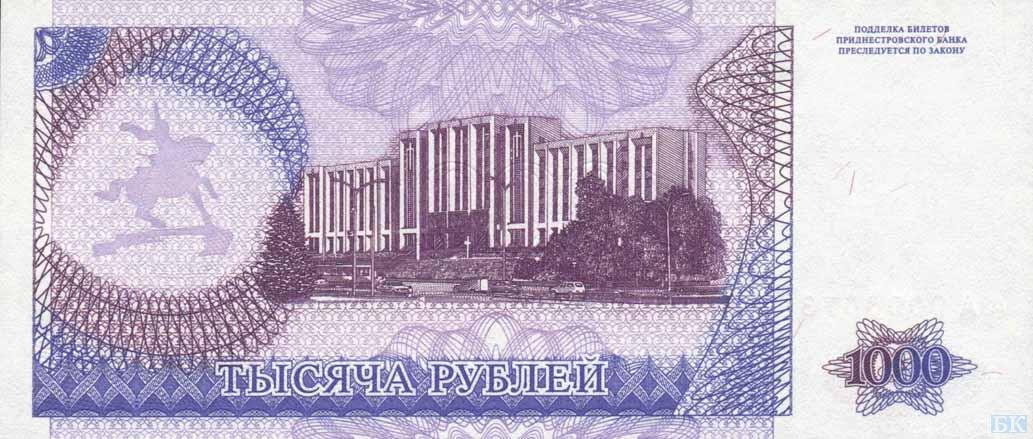
Приднестровские 1000 рублей, оборотная сторона (1994)
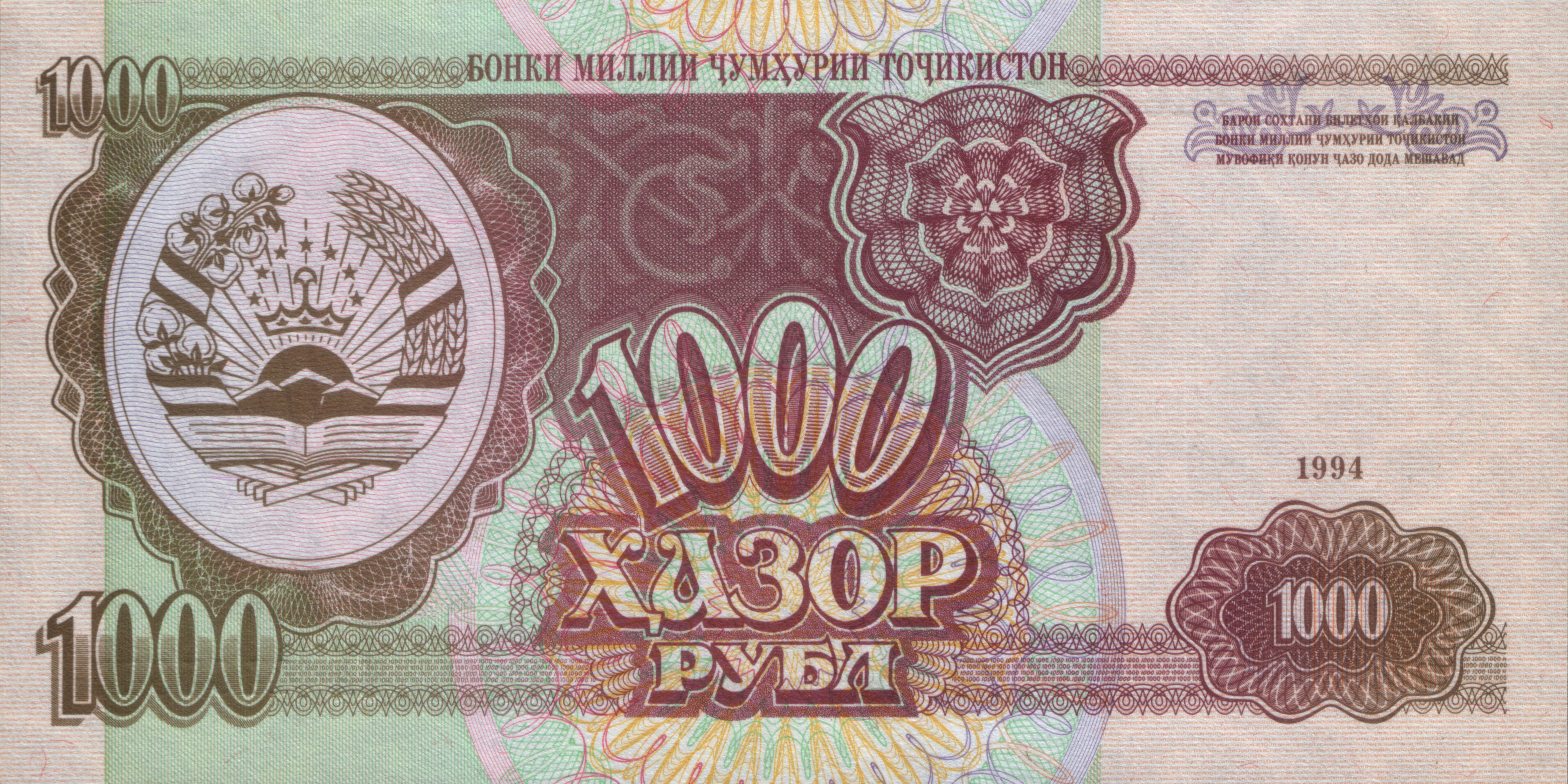
Таджикские 1000 рублей, лицевая сторона (1994)
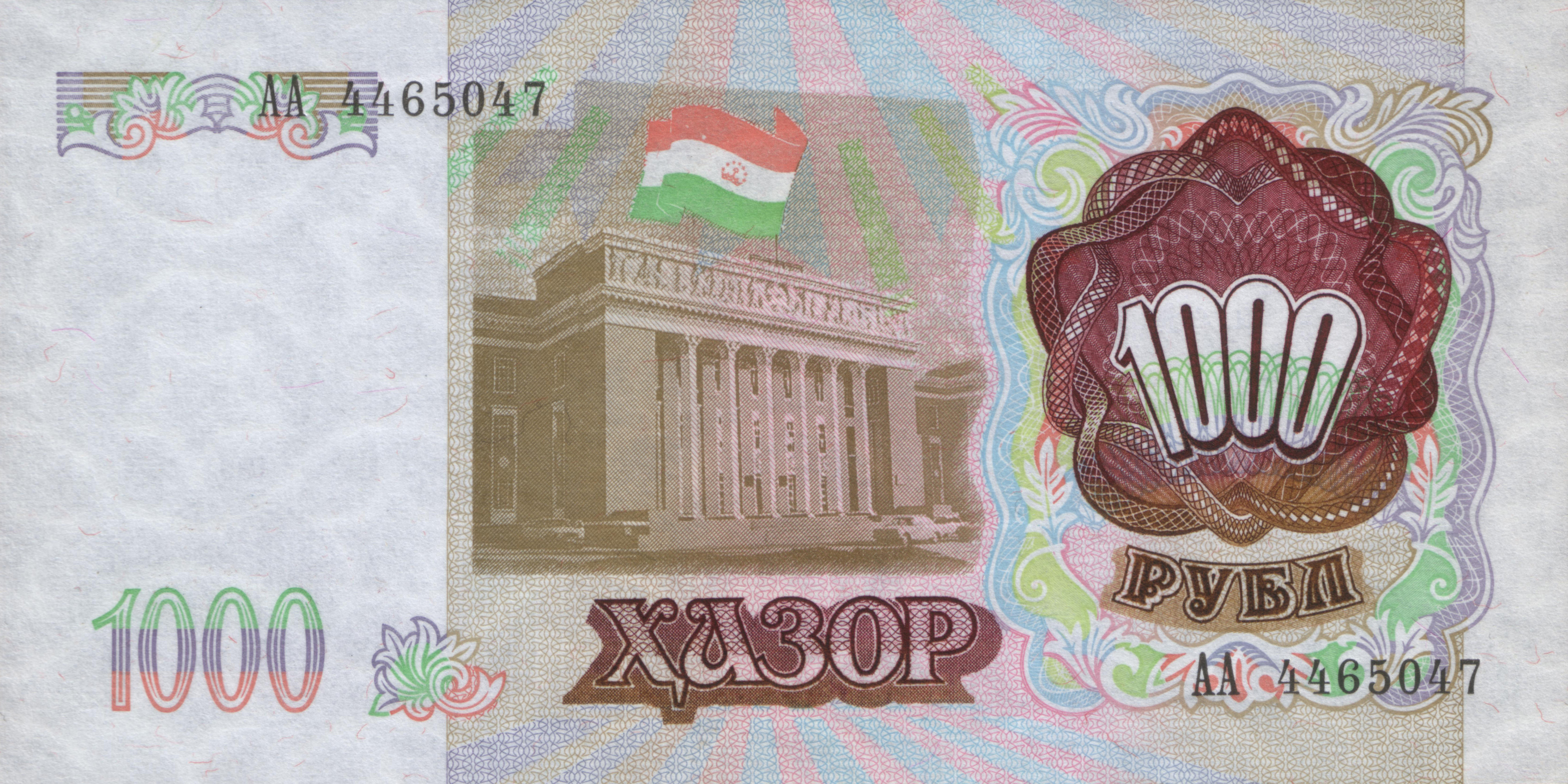
Таджикские 1000 рублей, оборотная сторона (1994)